# Cambusa

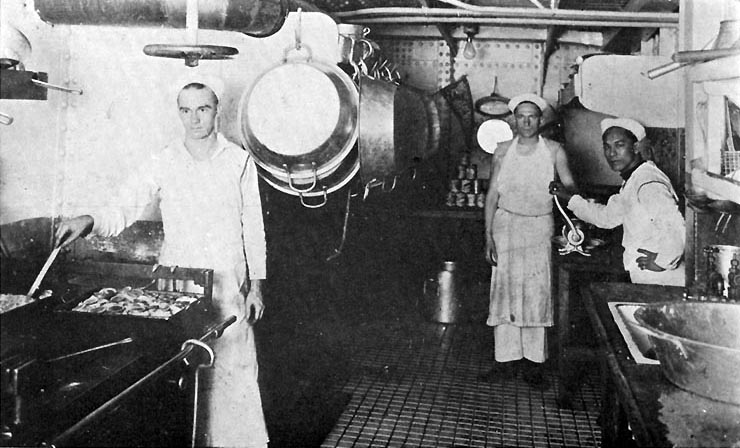
Cambusa del SS Panaman.

En náutica, la cambusa es el espacio destinado, dentro de los barcos, para el almacenamiento, conservación y preparación de alimentos. El cambusero es el empleado de la cambusa.
Sin embargo, por extensión, el término se refiere al conjunto de disposiciones y actividades de preparación, incluida la cocina de a bordo.
Es parte de los servicios auxiliares de a bordo y generalmente incluye un sistema de refrigeración (refrigerador o cámara frigorífica, dependiendo del tamaño del barco, generalmente en el mismo nivel que la cocina propiamente dicha) y el equipamiento para cocinar alimentos.

## Etimología
Cambusa, del neerlandés kabuis, «cocina del barco».